# Payne, Ohio
Payne är en ort i Paulding County i Ohio, USA.